# Carl Haglund
Carl Christoffer Haglund, född 29 mars 1979 i Esbo, är en finlandssvensk näringslivsprofil och tidigare politiker. Haglund är verkställande direktör för pensionsförsäkringsbolaget Veritas. Haglund har tidigare fungerat som direktör på konsultbolaget Accenture. Under åren 2018-2024 verkade han som ordförande för Näringslivets delegation, EVA, och Näringslivets forskningsinstitut Etla. Haglund har tidigare verkat som direktör inom  Kaidi New Energy Group och som vd för dess finländska dotterbolag. Haglund har haft ett flertal styrelseuppdrag inom näringslivet, bland annat Aktia Bank, Enersense International, Pohjantähti Nordic Rescue Group, Miltton Group och PAF. Haglund fungerade som ordförande för Helsingfors Börsklubb 2019-2023.
Före inträdet i näringslivet fungerade Haglund som partiordförande för Svenska folkpartiet i Finland, som Finlands försvarsminister från 5 juli 2012 till 29 maj 2015 och som riksdagsledamot 2015-2016. Åren 2009-2012 verkade Haglund som europaparlamentariker. Haglund har också verkat som statssekreterare och som medarbetare för SFP:s ministrar i Matti Vanhanens regering .

## Politisk karriär
Carl Haglund började i Svenska folkpartiets ungdomsorganisation Svensk Ungdom. Under 2001–2005 fungerade han som SU:s generalsekreterare. Efter det blev han företagare och grundade den finlandssvenska gratistidningen Papper. Han fungerade som chefredaktör för tidningen till 2007.
Haglund återvände till politiken och efter att i ett år fungerat som specialmedarbetare för Svenska folkpartiets ministergrupp utnämndes han hösten 2008 till kultur- och idrottsminister Stefan Wallins (SFP) politiska statssekreterare.
Haglund har varit ledamot i stadsfullmäktige i Esbo sedan 2005. Under sin första valperiod var han bland annat ordförande för sin fullmäktigegrupp. Carl Haglund är ekonomie magister från Svenska handelshögskolan.
Han valdes till ordförande för Svenska folkpartiet i juni 2012 och tillträdde den 5 juli 2012 som försvarsminister.

## Privatliv
Haglund har två barn med sin förra hustru. Familjen har bott i Esbo till 2015 och därefter flyttat till Helsingfors.

## Utmärkelser
- Militärens förtjänstmedalj,  4 juni 2013[11]
- Terra Mariana-korsets orden, första klass,  9 maj 2014[12]
- Kommendörstecknet av Finlands Vita Ros’ orden,  6 december 2014[13]
- Kommendör med stora korset av Nordstjärneorden,  2015[14]
- Krigsinvalidernas förtjänstkors,  27 april 2016[15]

[Redigera Wikidata]